# Lijst van bruggen over de Hollandse IJssel
Over de Hollandse IJssel liggen van west naar oost de volgende bruggen:
| Km.: | Naam:                      | Soort:                                    | Traject:                                          | Afbeelding: |
| ---- | -------------------------- | ----------------------------------------- | ------------------------------------------------- | ----------- |
| 18,0 | Algerabrug                 | verkeersbrug (vakwerkbrug en basculebrug) | Rotterdam - Nieuwegein (Algeraweg)                |             |
| 3,1  | Gouderakse brug            | verkeersbrug (ophaalbrug)                 | Bergambacht - Alphen aan den Rijn (Kanaaldijk)    |             |
| 0,8  | Haastrechtse brug          | verkeersbrug (basculebrug)                | Gouda (Schoonhovenseweg)                          |             |
| 32,6 | Waaiersluis                | voetgangersbrug (rolbrug)                 | Gouda                                             |             |
| 31,8 | Goverwelle brug            | verkeersbrug (ophaalbrug)                 | Gouda (Goverwellesingel)                          |             |
| 29,5 | Brug Haastrecht            | verkeersbrug (ophaalbrug)                 | Haastrecht (Veerstraat/Veerlaan)                  |             |
| 26,3 | Wilhelmina van Pruisenbrug | fiets- en voetgangersbrug (ophaalbrug)    | Hekendorp                                         |             |
| 22,2 | Hoenkoopsebrug             | verkeersbrug (basculebrug)                | Oudewater (Zwier Regelinkstraat)                  |             |
| 21,8 | Cosijnbrug                 | verkeersbrug (ophaalbrug)                 | Oudewater (IJsselvere)                            |             |
| 15,9 | Waardsebrug                | verkeersbrug (liggerbrug)                 | Woerden - Lopik (M.A. Reinaldaweg)                |             |
| 14,6 | Brug Montfoort             | verkeersbrug (draaibrug                   | Montfoort (IJsselpoort)                           |             |
| 11,0 | Hogeboomsbrug              | verkeersbrug (liggerbrug)                 | Gouda - De Meern (Achthoven Oost)                 |             |
| 8,2  | Meerlobrug                 | fiets- en voetgangersbrug (liggerbrug)    | IJsselstein (Meerlopad)                           |             |
| 5,6  | Voetbrug IJsselstein       | voetbrug (tuibrug)                        | IJsselstein                                       |             |
| 5,4  | Trambrug IJsselstein       | trambrug (liggerbrug)                     | 61 Utrechtse Sneltram Utrecht - IJsselstein-Zuid  |             |
| 5,3  | Kerspelbrug                | verkeersbrug (liggerbrug)                 | IJsselstein (Kerspellaan)                         |             |
| 4,8  | Oranjebrug                 | verkeersbrug (basculebrug)                | IJsselstein (Oranje Nassaulaan)                   |             |
| 4,4  | IJsselbrug                 | fiets- en voetgangersbrug (ophaalbrug)    | IJsselstein (Poortdijk)                           |             |
| 4,0  | Brug Beneluxweg            | verkeersbrug (liggerbrug)                 | IJsselstein (Beneluxweg)                          |             |
| 3,2  | De Twee Waarden            | verkeersbrug (liggerbrug)                 | Rotterdam - Nieuwegein (Weg der Verenigde Naties) |             |
| 3,0  | Brug in de A2              | verkeersbrug (liggerbrug)                 | Amsterdam - Maastricht                            |             |